# FanX Salt Lake
FanX Salt Lake (anciennement Salt Lake Comic-Con) est une convention semestrielle de culture pop multigenre qui se tient à Salt Lake City, dans l'Utah. Elle est produite par Dan Farr et Bryan Brandenburg sous la direction de Dan Farr Productions et est la convention la plus fréquentée de l'Utah selon le bureau du gouverneur pour le développement économique,.